# Steve Peregrin Took
Steve Peregrin Took, nacido como Stephen Ross Porter (Londres, 28 de julio de 1949 - Londres, 27 de octubre de 1980) fue un baterista británico, cofundador del dúo T. Rex con el cantante Marc Bolan (1947-1977).
Después de romper con Bolan, se concentró en sus propias actividades como cantautor.

## Primeros años y Tyrannosaurus Rex (1967-1969)
Took nació con el nombre de Stephen Ross Porter en el barrio londinense de Eltham. Tomó su sobrenombre del hobbit Peregrin Tuk, personaje de la novela El Señor de los Anillos, de J. R. R. Tolkien. A los 17 años, después de haber tocado la batería durante algunos meses con una banda mod llamada The Waterproof Sparrows (‘los gorriones a prueba de agua’), respondió a un anuncio en el Melody Maker para una banda eléctrica que estaba formando Marc Bolan a raíz de su salida de la banda John's Children. Después de un desastroso recital en el Electric Garden (en Londres), Bolan y Took redujeron la banda a un dúo, y empezaron a tocar música en la calle, en el metro, tocando guitarra acústica y bongós, Took se vio obligado a vender su kit de batería completa para pagar el alquiler hasta que empezaron a ganar algo de dinero tocando en bares.
Took contribuía haciendo voces de acompañamiento, que son más evidentes en las grabaciones en vivo que en las grabaciones de estudio, y aportó los bongós, tambores africanos, kazoo, pixifón (una especie de glockenspiel de juguete) y gong chino. Los arreglos de Took transformaron el sencillo rock and roll de Bolan a una mezcla exótica de estilos musicales diseñados para atraer a un nuevo público hippie. Hacia el final de su tiempo en la banda, como Bolan comenzó a regresar a la guitarra eléctrica, Took regresó a una batería completa y también contribuyó con algunas partes de bajo.
Took desarrolló su propia composición y principios de 1969, con la grabación completa sólo en tercer LP Tyrannosaurus Rex, Unicorn, Took sugiere Bolan que el dúo podía realizar algo de su propio material, se negó Bolan. En ese momento, los estilos de vida de Bolan y Took estaban en conflicto directo. Bolan vivía tranquilamente con su esposa-a-ser hijo de junio, mientras que se llevó rápidamente la creación de vínculos con los "revolucionarios" actos subterráneos, como los desviados y los Pretty Things. La relación se fue deteriorando gravemente, apenas tolerada Bolan Took el uso de drogas, y Steve Mann recordó que estaba claro que "detestaba cordialmente unos a otros".
Además, la amistad de Took con el ídolo Barrett Syd Bolan había desarrollado también a través de sus intereses comunes, tanto en LSD y "ruidos extraños musicales". Mick Farren, en su libro de memorias del anarquista Dar un cigarrillo, recordó que tuvo que "arrastra un desconcertado Syd Barrett en voz alta" a los acontecimientos en Ladbroke Grove a finales de 1960; Took amigos permanecieron con Barrett hasta bien entrada la década de 1970. Took trabajado con Syd Barrett en inéditas "Ramadán" pistas.
Mientras que en Tyrannosaurus Rex, Took también apareció como vocalista en una sesión para David Bowie, cuyos resultados se pueden escuchar en el álbum BBC Sessions, Bowie en la Beeb.
Finalmente, Took donó dos de sus canciones para mañana anterior y el jovencito Pretty Things baterista de 1969 álbum en solitario, Think Pink. [1] Por lo tanto, antes de la primera gira Tyrannosaurus Rex de América, Bolan y su gestión saqueada Tuk. Otro factor que contribuyó fue un incidente en la fiesta de lanzamiento de la edición británica de la revista Rolling Stone, donde jarras de ponche preparado para el evento se enriquecieron con el STP alucinógeno. Took ya se había ganado el apodo de "El Spiker Phantom" (en el que se regocijó) a través de bromas anteriores similares. [1] Bolan se vio gravemente afectada por la bebida y pinchos llevó a ser considerado el principal sospechoso.
Took estaba obligado contractualmente a continuar la gira por los EE. UU., pero su corazón no estaba en ello y se ahogó sus penas en tanto el consumo de drogas como sea posible. Esto permitió a la administración para reclamar ulteriormente, que se llevó el comportamiento en el escenario que había provocado el despido. Bolan Took reemplazado con Mickey Finn, y después de un álbum más renombrado dúo T. Rex, más tarde se expande a una banda completa de nuevo.

## La banda Pink Fairies (1969-1970)
Después de ser despedido por Bolan, Took formó una versión prototipo de los Pink Fairies, con Twink y Mick Farren, recientemente expulsados de su banda The Deviants.
Esta banda fue nombrada en honor a un club de bebidas del mismo nombre que los tres habían formado a principios de 1969, junto con otras luminarias de la escena underground. Junto con Silva Darling (la novia de Twink), realizaron lo que Mick Farren lo describiría más tarde que «fue más una arenga prolongada que un concierto» en la Universidad de Mánchester en octubre de 1969, que se disolvió rápidamente en el caos. Took tuvo un lugar destacado en el primer álbum en solitario de Mick Farren Mona - El circo carnívoro (grabado en diciembre de 1969, y publicado en 1970). Twink y los otros Desviantes formaron una nueva banda llamada los Pink Fairies (Mark 2), sin Peregrin Took ni Mick Farren. [6]

## La banda Shagrat (1970-1971)
En febrero de 1970, Took y Larry (o Lazza) Wallis ―guitarrista de Mick Farren― y el bajista Tim Taylor de su banda underground the Entire Sioux Nation. Un mes más tarde, Mick Farren abandonó, dejando a Took en el papel de líder de la banda por primera vez en su carrera. Con la adición del baterista Phil Lenoir, se formó Shagrat (que era el nombre de un orco en El Señor de los Anillos). Grabaron tres temas, Peppermint Flickstick, Boo! I Said Freeze and Steel Abortion, en el estudio de grabación Strawberry Studios y tocaron en vivo en el festival de Phun City, antes de que Lenoir y Taylor abandonaran la banda. Took y Wallis continuaron con el baterista Dave Bidwell, ensayando con varios bajistas y finalmente formaron un trío acústico con Took en voz y guitarra, Wallis en el bajo acústico y Bidwell en la pandereta. Esta formación grabó un conjunto de (al menos) cuatro demos caseros, «Amanda», «Strange Sister», «Still Yawning Stillborn» y «Beautiful Deceiver», en el estudio de grabación casero del padre de Wallis en el sur de Londres, que en los años noventa fue editado.
Wallis más tarde se haría cargo de la dirección de Pink Fairies para su disco Kings of Oblivion, transformando sustancialmente el sonido y el estilo de la banda. Él y Took a trabajaron juntos otra vez en varios intervalos, en 1972, 1975-1976 y en 1977.

## Intérprete acústico solista (1971-1972)
Con Wallis y Bidwell comprometidos con las bandas UFO y Savoy Brown respectivamente, el Shagrat acústico se redujo efectivamente solo a Took, que tocaba solo con una guitarra acústica, por lo general se sentó en un taburete de intercalar sus canciones con chistes y otros monólogos en el escenario. En este formato, Took hizo algunos avances como intérprete en vivo. <<Tookie>> apareció como telonero frecuente de Hawkwind y de Pink Fairies, atrayendo cierta cobertura en la prensa musical británica, e incluso la realización de una sesión en directo en el programa Breakthrough de Steve Bradshaw en la BBC Radio London. [9] [10]
En diciembre de 1971, encabezó una fecha de tres minigiras por el suroeste de Inglaterra. [11]
También actuó en diversos eventos benéficos, como las "Bolas Nasty" beneficios para la revista Nasty Tales [11] (cuyos editores, incluyendo Farren, fueron a juicio por obscenidad), así como la campaña de 1972 para el festival de desarme nuclear en Aldermaston, [11] [12] Steve cuenta de que fue reproducida por Charles Shaar Murray en sus tiros de libros de la cadera [9] El escribir para la revista NME en 1972, Murray describió Tuk y su etapa actuar así:. "La mayoría de la gente sabe que Steve Peregrine Took es, pero poca gente sabe lo que hace. Un poco más lo conocen como una figura un tanto extraño que se materializa en los conciertos, armado sólo con una guitarra Epiphone, y lleva a cabo un conjunto de canciones de forma libre, raps, chistes y cualquier otra cosa que destella a través de su mente ". [13]

Durante este tiempo, Took también podría ser visto a menudo participan en las sesiones de jamming durante bises en los conciertos Hadas Hawkwind y Rosa. Sus contribuciones a estos atascos se encontraban en el rol de baterista en tercer lugar, y también una vez que tocaba el bajo para el "Rosas", en sustitución de Duncan Sanderson. [9]

## La banda Steve Took's Horns
En 1977, Took y guitarrista "Judge" Trev Thoms y el baterista Ermanno Ghisio Erba (Dino Ferarri) se formaron Steve Took's Horns con bajista Steve Scarsbrook y tecladista Jamie Roberts.  Grabaron tres temas, It's Over, Average Man y Woman I Need, en el estudio de grabación Pathway Studios y tocaron en vivo en el festival de Nik Turner's Bohemian Love-In al Roundhouse el 18 de junio de 1978. Después del festival, se abandonaron la banda.  Más tarde, Turner, Thoms y Ferarri se formaron el grupo Inner City Unit con los quien Took cantó de vez en cuando en 1979-1980.

## Muerte
Falleció asfixiado con una cereza de cóctel, posiblemente como consecuencia del consumo de morfina y hongos alucinógenos.

## Discografía
- 1970: Mona – The Carnivorous Circus, disco de Mick Farren presentando a Steve Took como «Shagrat the Vagrant» (Transatlantic Records).
- 1971: Think Pink, disco de Twink (presenta dos canciones de Took, grabadas en verano de 1969, Sire Records).
- 1990: Amanda, sencillo de Shagrat 7”, b/w Peppermint Flickstick (Shagrat Records, distributed by Pyg Track).
- 1992: Steve Took's Shagrat: “Nothing Exceeds Like Excess”, disco EP de 12”, solapa dibujada por Edward Barker (Shagrat Records, distribuido por Pyg Track).
- 1995: Steve Peregrine Took: “The Missing Link to Tyrannosaurus Rex” CD (Cleopatra), relanzando en 2002 como Crazy Diamond CD (Voiceprint).
- 2001: Steve Peregrine Took's Shagrat: “Lone Star”, CD (Captain Trip).
- 2001: Shagrat: “Pink Jackets Required”, CD (Get Back).
- 2004: Steve Took's Horns: “Blow It!!! The All New Adventures of Steve Took's Horns”, CD (Cherry Red Records).